# Halvblod
Halvblod – szwedzki niemy dramat filmowy z 1913 roku w reżyserii Victora Sjöströma.

## Wybrana obsada
- John Ekman – Ribera
- Georg Grönroos
- William Larsson – von Wüler
- Erik Lindholm
- Karin Molander – Narianne Rizetski
- Greta Pfeil – Soledad
- Gunnar Tolnæs – von Stahl